# Союз 18
„Союз 18“ е съветски пилотиран космически кораб.

## Екипажи

### Основен екипаж
- Пьотър Климук (2) – командир
- Виталий Севастянов (2) – бординженер

### Дублиращ екипаж
- Владимир Ковальонок – командир
- Юрий Пономарьов – бординженер

## Описание на полета
Това е кораб № 40 от модификацията Союз 7К-Т − втори полет със скачване на модификацията до Салют-4.
Основната задача на полета е изследване на влиянието на продължителното пребиваване на човек в космоса. Във връзка с това са проведени много биомедицински експерименти и изследване на реакциите на човешкия организъм на въздействието на факторите на продължителния космически полет. Освен това са проведени голям комплекс от изследвания на Слънцето, планетите и звездите в широк диапазон на електромагнитния спектър. За първи път са извършени комплексни фото- и спектрографски изследвания на полярните сияния облаността.